# Sasaki Kojiro
Sasaki Kojirō (Japans: 佐々木 小次郎) (circa 1585 – 13 april 1612), alias Ganryū Kojirō, was een samoerai die leefde tijdens de Sengokuperiode en vroege Edoperiode. Hij stierf tijdens een duel met Miyamoto Musashi (宮本 武蔵, 1584-1645), een samoerai met een unieke vechtstijl en zwaardkunst.

## Biografie

### Afkomst
Over de afkomst van Kojirō heerst enige twijfel en weinig is zeker. Dit komt omdat de meeste teksten die naar hem verwijzen pas in de vroege Edoperiode zijn geschreven, lang na zijn dood. Vaak spreken de bronnen elkaar tegen en steeds wordt er vaag naar hem verwezen, door gebruik te maken van namen als Ganryū, Sasaki Koshirō of Sasaki Koshirau (佐々木 古志らう).
Wat het meeste vragen doet oproepen, is zijn leeftijd. Zowel zijn geboortedatum als leeftijd van overlijden zijn zo goed als onbekend. Volgens sommige bronnen zou hij tussen de 18 en de 60 jaar oud zijn geworden. Ook over zijn plaats van herkomst is enige controversie. Recente bronnen vermelden dat hij geboren werd in de Fukui prefectuur. Er bestaat ook een theorie die stelt dat hij geboren werd in de provincie Buzen, de toenmalige prefectuur Fukuoka.

### Training in de weg van het zwaard
Tijdens zijn jeugd leerde hij de Chūjō-ryu (中条流) vechtstijl, een van de oudste kenjutsu. Zijn meester zou Toda Seigen (富田 勢源) zijn geweest, maar er zijn velen die geloven dat het diens leerling Kanemaki Jisai (鐘巻 自斎) was. Een van de redenen dat men eerder aansluit bij Toda is omdat dit mogelijk zijn voorkeur voor de nodachi (野太刀) en zijn vaardigheid met dit wapen zou verklaren. Toda Seigen was een expert in het gebruik van de nodachi, een langere variant van de katana.

### Leven als samoerai
Nadat hij de broer van zijn meester had verslagen, richtte Kojirō zijn eigen school op. Naast het oprichten van een eigen school, leverden ook zijn duels hem faam op. Bijgevolg stelde Hosokawa Tadaoki, diep onder de indruk van Sasaki Kojirō's stijgende reputatie, hem aan tot instructeur in een regio ten noorden van Kyūshū.

## Duel met Miyamoto Musashi
Kojirō werd gezien als de rivaal van Miyamoto Musashi (宮本武蔵) en zijn moeilijkste tegenstander ooit. Dit was ook het laatste duel dat Musashi ooit zou vechten. Het duel vond plaats op 13 april 1612 aan de kust van het eiland Funashima (船島) ten noorden van Kokura. Funashima werd later hernoemd tot Ganryujima (巌流島) ter ere van Kojirō en het duel. Over het verloop van het duel bestaan vele theorieën.

### Algemeen aanvaarde versie
De algemene versie is te vinden in de Nitten-Ki (二天記) en Kensetsu. Musashi had gehoord over Kojirō en met behulp van Matsui Okinaga aan Hosokawa Tadaoki gevraagd om een duel te regelen. Heer Hosokawa ging hier op in en koos zelf de tijd en plaats. Hij zou het strand van Funashima hebben gekozen ter bescherming van Musashi omdat Kojirō veel studenten had die hem het leven zoude willen ontnemen indien hij won. Een afgelegen plek zou in zijn voordeel zijn in het geval hij moest vluchten.
Musashi kwam meer dan drie uur te laat voor het duel. Eens aangekomen op het strand per boot, begon hij Kojirõ te provoceren. Toen Kojirō in de aanval ging, kwam zijn aanval dicht genoeg om de chonmage van Musashi te raken. Toen Kojirō faalde Musashi’s been te verwonden, werd hij verblind door de ondergaande zon achter Musashi en kreeg hij een fatale slag tegen de schedel van Musashi’s bokken. Eens het gevecht beslist was, vluchtte Musashi naar de boot en wist dankzij het tij dat tijdens het gevecht gekeerd was te vluchten. De reden dat Musashi te laat kwam en vervolgens provoceerde, was om Kojirō op te jagen. De bokken had hij gemaakt van een spade terwijl hij op de boot zat als tegenmaatregel tegen Sasaki Kojirō’s nodachi. Het zou een suburitō van minstens 90 centimeter lengte betreffen.

### Andere theorieën en controverses
Het maken van een bokken terwijl hij op de boot zat, zou ten eerste erg vermoeiend geweest moeten zijn omdat het van een sterk soort hout zou zijn gemaakt, maar bovenal veel tijd moet hebben gekost. Ook is het onwaarschijnlijk dat Musashi kon weten wanneer het tij zou keren om te kunnen ontsnappen. Zeker als we in gedachte houden dat de duur van een gevecht relatief kort is, lijkt dit onmogelijk. Verder is het vreemd dat het eiland vernoemd is naar Kojirõ terwijl het Musashi was die had gewonnen.
Vooral over de leeftijd is er veel twijfel. Musashi zou ongeveer 29 jaar oud zijn geweest, terwijl Kojirõ 18 was. Het is onwaarschijnlijk dat Kojirõ al twee jaar eerder, op 16-jarige leeftijd begonnen was met samoerai van de Hosokawa-familie te onderwijzen in krijgskunst.
Volgens de 'Numata Keki' beschermde de Hosokawa-familie Musashi in het Moji-kasteel. Enkele dagen na het duel zouden een aantal samoerai met geweren Musashi naar het kasteel hebben geëscorteerd, want Kojirõ’s studenten zouden wraak op hem genomen willen hebben. Musashi is echter een rōnin terwijl Kojirō hun familie diende.  Er was dus geen enkele reden om Musashi te beschermen. Velen geloven dat er een complot was en dat men een reden had om Kojirō van kant te maken. Het duel zou gefungeerd hebben als een dekmantel om Kojirō op een schalkse wijze om het leven te brengen en Musashi als dader aan te wijzen. Het is eventueel mogelijk dat de geweren van de samoerai tijdens de tocht, eerder dan om hem te beschermen, op Musashi gericht waren in het geval hij hen zou verraden.

### Andere versie
Een geheel andere vertelling komt van Numata Nobumoto die toen een vazal was van Hosokawa-clan. Volgens hem waren de studenten van Musashi en Kojirō aan het ruziën over wiens meester de betere krijger was. Toen deze discussie uit de hand liep, besloten beide meesters het dispuut voor eens en altijd te beëindigen met een duel op Funashima. Beide waren niet van plan tot de dood te vechten. Eens Kojirō verslagen was, zou het gevecht vreedzaam zijn afgesloten. Maar terwijl Kojirō nog aan het bekomen was van de strijd, werd hij aangevallen en vervolgens vermoord door leerlingen van Musashi. Kojirō's studenten hielden Musashi verantwoordelijk voor het verlies van hun meester. Toen ze hem aanvielen, redde Nobumoto hem en wisten ze samen veilig het eiland te ontvluchten.

## Monohoshi Zao
Kojirõ’s gebruikte als wapen een nodachi met een rechte kling of een kling die zeer licht gebogen was voor zijn lengte. Een nodachi heeft een bladlengte van minstens 3 shaku, ongeveer 90 cm. De gebruikelijke bladlengte van een katana is minstens 2 shaku (ongeveer 60 cm). Hij noemde dit zwaard "Bizen Osafune Nagamitsu" (備前長船長光). Voor het duel met Miyamoto Musashi zou deze spottend zijn zwaard "Monohoshi Zao" hebben genoemd ( 物干し竿 letterlijk vertaald: “Droogstok”). Hiermee bedoelde Musashi dat het wapen niet geschikt was voor zwaardslagen omwille van de grootte ervan. Toch werd er gezegd dat Kojirõ in staat was om dit zware wapen met ongelofelijke snelheid en precisie te hanteren.

## Tsubame Gaeshi
Een ander groot kenmerk van Kojirõ was de Tsubame Gaeshi ( 燕返し letterlijk vertaald: ‘Zwaluw-terugkeer’) techniek. Deze techniek zou sterk gelijken op de Kinshi Cho Ōken van de Ittō-ryū (一刀流) stijl en de Kosetsu To van de Ganryū-stijl. Daarom vermoedt men dat de techniek ook zou neerkomen op een snelle neerwaartse slag die meteen gevolgd wordt door een precieze opwaartse steek of slag. Ook in vele andere vechtstijlen vinden we nog steeds deze techniek terug onder verschillende namen.
Een andere mogelijkheid is dat het een defensief manoeuvre betreft dat gebruikt wordt wanneer de verdediger frontaal wordt aangevallen. Net voordat de aanvaller zijn slag raakt, wordt deze ontweken en met een precieze en dodelijk tegenaanval neergehaald. Omdat de timing van het ontwijken cruciaal is en de gebruiker hierdoor zijn leven op het spel zet vereist deze techniek veel vaardigheid om te beheersen.
Een legende zegt dat Kojirõ deze techniek heeft beoefend onder de Ichijō-waterval (一乗滝) in de prefectuur Fukui. Hij deed dit waarschijnlijk om te oefenen in het vlot uitvoeren van de techniek op een plaats waar veel afleiding was. Vandaar ook dat er een standbeeld van Sasaki Kojirõ kan gevonden worden nabij de waterval.

## Beelden en kunst
Er bestaan twee gelijkende standbeelden van Kojirõ. Het eerste staat in de buurt van de Kintai brug. Het andere, waar ook Musashi staat op afgebeeld, bevindt zich op Ganryūjima en is een standbeeld ter ere van het duel tussen beide op dat eiland. Een derde beeld kan gevonden worden in Kojirō-park (小次郎公園). Dit standbeeld neemt een ander postuur aan dan de twee eerder vernoemde.

## Film en fictie
Kojirō en zijn meest typerende kenmerken, namelijk zijn zwaard dat eerder “Monohoshi Zao” wordt genoemd dan bij de oorspronkelijke naam, en zijn signatuuraanval “Tsubame Gaeshi” komen veel terug in fictieve werken. Kojirō wordt daarbij meestal als basis genomen voor het hoofdpersonage waarbij er vervolgens fictieve elementen aan worden toegevoegd. Een andere tendens is dat Kojirō wordt uitgebeeld als een uiterst knap en getalenteerd persoon, ook al is hier geen feitelijke basis voor. De media waarin dit gebeurt zijn films, televisie series, boeken, manga’s en games.
Een voorbeeld waarbij er incorrecte elementen werden toegevoegd om het verhaal interessanter te maken, is de manga ‘Vagabond’. In deze manga is Kojirō een dove man, opgevoed door een gepensioneerde samoerai nadat deze hem gevonden heeft in zee. In Kabuki(歌舞伎) wordt het fictieve verhaal getiteld 'Ganryū' gespeeld. Ook in werken die over Miyamoto Musashi gaan, keert hij steeds terug als rivaal.
In de Japanstalige versie van Pokémon heet de mannelijke helft van 'Team Rocket' Kojirō, vernoemd naar Kojirō. Zijn vrouwelijke partner heet Musashi, vernoemd naar de persoon die hem heeft gedood. In andere talen werden hun namen veranderd naar Jessie en James.